# William Edgcumbe, 4. Earl of Mount Edgcumbe

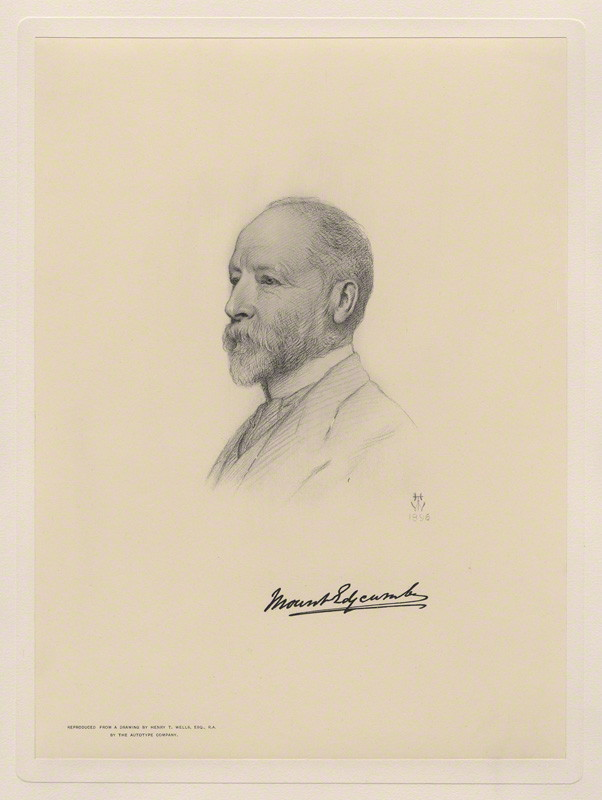
William Edgcumbe, 4. Earl of Mount Edgcumbe, 1896

William Henry Edgcumbe, 4. Earl of Mount Edgcumbe, GCVO (* 5. November 1833 in London; † 25. September 1917 in Plymouth) war ein britischer Adliger, Politiker und Höfling.

## Herkunft und Jugend
William Edgcumbe entstammte der englischen Adelsfamilie Edgcumbe. Er war der älteste Sohn von Ernest Edgcumbe, 3. Earl of Mount Edgcumbe und dessen Frau Caroline Feilding. Seine Eltern benannten ihn nach dem Fotopionier William Henry Fox Talbot, einem Halbbruder seiner Mutter. Edgcumbe besuchte zunächst die Harrow School, ehe er am Christ Church College in Oxford studierte.

## Politische Tätigkeit
Bei der Unterhauswahl 1859 wurde Edgcumbe als Abgeordneter der Conservative Party für Plymouth gewählt. Nach dem Tod seines Vaters im September 1861 erbte er den Titel Earl of Mount Edgcumbe, womit er Mitglied des House of Lords wurde und aus dem House of Commons ausschied. Er wurde zunächst Deputy Lieutenant und schließlich 1877 Lord Lieutenant von Cornwall. Seit 1889 war er der erste Vorsitzende des neu gegründeten Cornwall County Council und 1897 wurde er Vice-Admiral von Cornwall. Weiter war er Kommandant der Plymouth Volunteer Brigade und Honorary Colonel des 5. Bataillons des Devonshire Regiments.

## Dienst am Königshof
Edgcumbe übernahm zahlreiche Hofämter am Königshof. Bereits 1858 hatte er das Amt des Stallmeisters im Haushalt von Edward, des Prince of Wales übernommen, dem er dann von 1862 bis 1866 als Lord of the Bedchamber diente und auf mehreren Auslandsreisen begleitete. 1879 wurde er Mitglied des Privy Council, als er das Amt des Lord Chamberlain of the Household übernahm. Dieses übte er bis 1880 aus. Danach war er mit einer kurzen Unterbrechung 1886 von 1885 bis 1892 Lord Steward of the Household. Von 1887 bis 1897 diente er als Aide-de-camp von Königin Victoria. Er gehörte dem Rat des Duchy of Cornwall an und war von 1907 bis 1910 Keeper of Privy Seal von George, Prince of Wales. Für seine Dienste wurde er 1897 als Knight Grand Cross des Royal Victorian Order ausgezeichnet.
Edgcumbe war aktiver Freimaurer. Seit 1872 war er Großmeister der Provinzialgroßloge von Cornwall. Von 1891 bis 1896 war er stellvertretender Großmeister der United Grand Lodge of England.

## Familie und Nachkommen
Edgcumbe hatte am 26. Oktober 1858 Katherine Elizabeth Hamilton, die vierte Tochter von James Hamilton, 1. Duke of Abercorn und dessen Frau Louisa Jane Russell geheiratet. Mit ihr hatte er drei Töchter und einen Sohn:
- Piers Alexander Hamilton Edgcumbe, 5. Earl of Mount Edgcumbe;
- Lady Victoria Frederica Caroline Edgcumbe († 1920) ⚭ Algernon Malcolm Arthur Percy;
- Lady Alberta Louisa Florence Edgcumbe († 1941) ⚭ Henry Yarde Buller Lopes, 1. Baron Roborough;
- Lady Edith Hilaria Edgcumbe († 1931) ⚭ John Townshend St Aubyn, 2. Baron St. Levan.

Seine Frau starb bereits 1874. Edgcumbe heiratete zunächst nicht wieder. Bei offiziellen Anlässen und bei der Erziehung seiner Kinder unterstützte ihn seine unverheiratet gebliebene Schwester Ernestine Edgcumbe. Erst am 25. April 1906 heiratete er in zweiter Ehe seine Cousine Caroline Cecilia Liddell (* 1839; † 23. Februar 1909). Seine zweite Frau war die Witwe von Athole Liddell, 3. Earl of Ravensworth und die zweite Tochter von Hon. George Edgcumbe, des dritten Sohnes von Williams Großvater Richard Edgcumbe, 2. Earl of Mount Edgcumbe. Sie starb bereits 1909, die Ehe war kinderlos geblieben. Edgcumbe wurde in der Kirche von Maker begraben. Sein Erbe wurde sein Sohn Piers.